# ヒルミミズ類
ヒルミミズ類 (Branchiobdellida) は、ヒルとミミズの中間的な姿の環形動物。ザリガニを中心とする淡水甲殻類に共生する小型の動物である。

## 特徴
体は15節からなり、1節に2つの体環がある。環帯は9-10節にあり、1-2対の精巣と1対の卵巣がある。頭部と、明確に体節が見て取れる胴部が区別され、体先方の4節が癒合して頭部を構成し、残りの11節が胴部になり、その最後の数節は時に密着して見分けが難しいことがある。剛毛をまったく持たない。体の後端には吸盤があり、前端部は一般的には口を囲んで発達し、2葉か、あるいは数葉に分かれた口唇を形成する。口腔の内部には腹背に位置する対をなす顎板がある。生殖巣は対をなすが、その開口は1つで、いずれも腹面正中線上にある。雌雄同体である。
生きている時は透明か、またはピンクや褐色を帯びた半透明をしており、固定すると白くなる。体長は孵化直後は1mm以下であるが、成長すると多くは数mm程度になり、野外で肉眼でも確認できる。北アメリカでは大きいものは12mmに達するものがある。
和名はヒルに似たミミズとの意味と思われる。英語での通称は crayfish worm （ザリガニの虫）であるようだ。

## 生態など

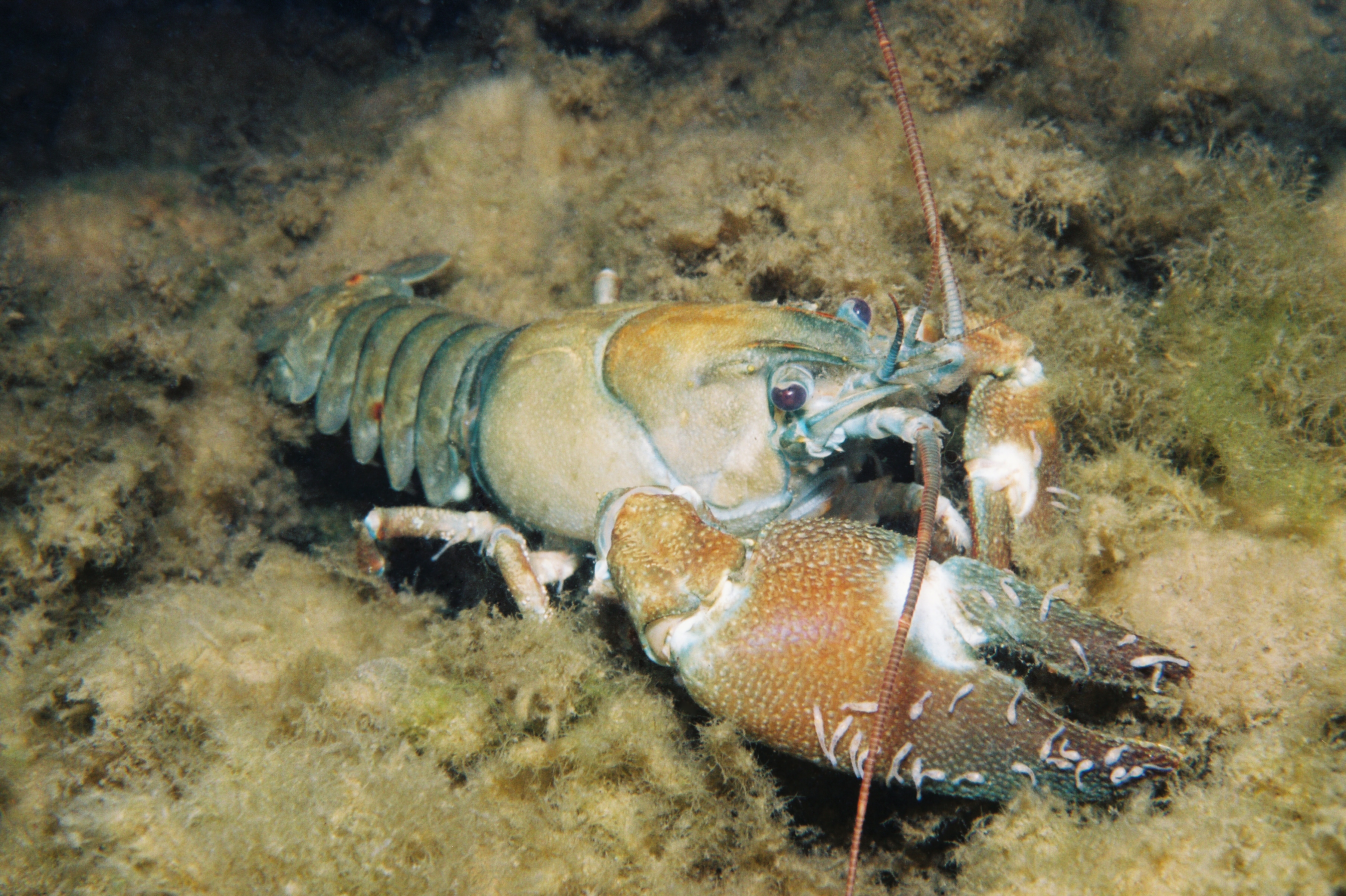
ウチダザリガニの全身。
あちこちに本群の個体が見える。

大部分の種が北半球の淡水生のザリガニ類の体表に生息しており、これは共生生活であると考えられている。生息部位としては体表と、それに鰓室内に生息する例もある。例外的にエビ、カニ、等脚類に生息する例も知られている。生きている時は宿主の体表をシャクトリムシのように動き回る。卵包は球形から紡錘形で透明、柄がついている。餌としてはごく小さな無脊椎動物、動物プランクトンなどを食べる。その口器は本体よりずっと小さなものなら広範囲に摂食できるようになっている。
体が分断された場合の再生能力はないと見られる。

### 宿主との関係
本群と宿主との関係については幾つかの説がある。宿主は特に利益も被害も受けず、本群の方もさほどの利益を宿主から得ていない、とする判断は元来は観察の情報に基づいたものである。実験的には本群の生息するザリガニと本群を取り除いた宿主との飼育結果として、ザリガニの適応度や死亡率にさほどの変化がなかったとの報告がある。他方で、本群をある程度以上の高密度にした場合、本群の動物が宿主の鰓室の中で微小動物や有機物粒を食べることによって掃除してもらうこととなり、宿主が利益を得るとの結果が得られており、これによると宿主と本群とは相互に利益を得る双利共生との判断ができる。また、本群のものがさらに高密度であった場合には宿主に一定の不利が生じるとの実験もあり、これは本群を寄生と見なす判断になる。実際にはこれらを含む範囲の中で、本群の密度や状況、宿主の状態、あるいはそれらを含む環境、また分類群の違いによって様々な関係があるのだと思われる。

## 種と分布
現在まで世界で150種ほどが知られるが、すべて北半球から知られる。地域ごとの固有性は高く、宿主1種に対して本群の複数種が共生することも多い。なお、同様に甲殻類の体表に生息する小型動物として扁形動物門渦虫綱の切頭類 Temnocephalida があり、日本ではエビヤドリツノムシ Cardinicola indica (後に日本産のものは別種であるとして Scutariella japonica とされた) が知られるが、南半球のザリガニ類では本群はおらず、この類のみが見られるという。
なお、ザリガニ類を液浸標本にすると本群のものは宿主から離れて薬液の中に沈むが、一部は体表の隙間に残り、また鰓室内部のものはそのままに残る。そのため、ザリガニの標本から本群の標本を得ることが可能であり、たとえば北海道大学に保存されていた1872年採集のニホンザリガニの標本（採集者は八田三郎）から3種の本群が発見された例がある。これは、日本産の本群が初めて記載された時期（1905年、イタリアのPierantoniによる）を30年以上も遡るものである。なお、件の日本産からの初記載もニホンザリガニの標本瓶から取り出された標本によるものであったという。

## 分類
本群は、ヒル類と貧毛類（ミミズ類）の中間的な形態を持つものと考えられる。そのため、環形動物を多毛類、貧毛類、ヒル類と分けた場合に貧毛類とした例もヒル類とした例もある。現在はヒル、ミミズ共に環帯綱 Clitellata に含め、その中で独立目としたりさらに上の単位で独立させたりと、諸説がある。
本群はよくまとまった単系統をなすと考えられ、これをまとめてヒルミミズ科 Branchiobdellidae とした。これを目の段階まで独立させたのが1965年のHoltで、彼はそれによってこの群をミミズ類とヒル類から独立させた。その後、1986年にHoltはこの群を5つの群に分け、それぞれを科の段階に昇格させた。この扱いを継承しつつもやはり本群を1つの科とし、その下に4亜科を認める判断もある。ただし、分子系統の分析ではこれらの科、あるいは亜科の分類が系統を反映していない可能性も指摘されている。
他群との関係については、分子系統からヒル類と姉妹群をなすとの結果もあるが、オヨギミミズ目 Lumbricaulida と近縁との見方が強い。

## 経緯
ザリガニ類の上に住む本群の動物についての記述は、1745年のローゼル・フォン・ローゼンホッフによるものにまで遡る。このcrayfish worm に最初に名を付けたのはBraunで、彼は1755年に Hirudo parasita と命名した。Odierは1823年にBranchiobdella astaci を記載し、これがローゼンホッフの記述に似ていることを指摘している。さらに、Henleは1835年にBraunの記載した種をこの属に含めた。この群の最初のモノグラフは、1912年にまとめられた。

## 日本の状況
日本におけるザリガニ類としては、東北以北にニホンザリガニが在来種として生息している。この種の上からザリガニミミズ属 Cirrodrius の種が13種知られ、すべてが日本の固有種である。ただし、宿主が絶滅危惧種であるため、これらの大部分が環境省のレッドリストで絶滅危惧II類に指定されている。ザリガニ類としては他に外来種が複数あるが、そのうちのウチダザリガニの上から本群の外来種が3種発見されており、そのうちの Sathodrius attenuatus が北海道で、Xironogiton victoriensis が長野県で、それぞれ現在も生息している。
なお、日本ではニホンザリガニに複数種のヒルミミズがおり、北海道と本州ではそれぞれ別種となっている。他方、現在もっとも普通に見られるザリガニはアメリカザリガニであるが、これにヒルミミズ類はまったく見られない。しかし、原産地のアメリカにおいては、アメリカザリガニにもヒルミミズ類は生息しているという。したがって、日本においてアメリカザリガニにまったくヒルミミズ類が見られないとは不思議な現象といえる。1つ考えられるのは、アメリカザリガニを持ち込む際にその商品価値を下げないようにヒルミミズ類を駆除、たとえば塩水で洗うなどの処理をしたのではないかということ、もう1つはアメリカザリガニの繁殖力があまりに大きく、単一の持ち込みだけで国内に広く繁殖してしまったらしいこと。つまり、原産国からの持ち込み回数が最初の1回だけにとどまったため、付着動物の入る機会もなかったのではないかということである。
そのほか、日本南部のヌマエビ類からエビヤドリミミズ Holtodrilus truncatus が発見されている。この種は中国から知られたもので、兵庫県のものは釣り餌用に中国から輸入されたヌマエビ類と共に持ち込まれたものと考えられている。しかし、この種は宮古島と紀伊半島南部からも知られており、少なくとも宮古島のものは在来ではないかとされている。